# Дольницький Антін Августинович
Антін Августинович Дольницький (29 січня 1853, село Корсів — 14 лютого 1953, Відень) — український літератор, перекладач, правник, громадський діяч. Псевдоніми, криптоніми: Антон Переплис, А. П.

## Життєпис
Народився 29 січня 1853 року в с. Корсів, нині Бродівський район Львівщини, Україна в сім'ї місцевого пароха о. Августина Дольницького (*1822 — †7.03.1899, Корсів).
Від 1863 року навчався у Бережанській ґімназії. У 1871—1875 роках — студент правничого факультету Львівського університету. Брав активну участь в українському студентському русі Галичини. 1874—1876 роки — співредактор студентського часопису «Друг», у 1875-1876 роках очолював «Академічний кружок», спричинився до зламу москвофільських тенденцій у ньому. Разом з Іваном Франком, Михайлом Павликом, Іваном Белеєм — надхненники короткочасового об'єднання з «Дружнім лихварем».
Від 1875 року працював у судових органах, з 1910 року — державний радник Найвищого суду у Відні.

## Родина
- Дружина Йосифа, до шлюбу — Осипа Охримович (Охримовичівна)[4]

діти
- Ірина (у США Ірена) Данилович, 23 липня 1879 — 24 квітня 1960
- Меланія, 31 грудня 1880 — 22 жовтня 1890 (9 років)
- Юлія Таїса Дольницька, 20 жовтня 1882 — 21 листопада 1966, була секретаркою д-ра Євгена Петрушевича
- Степан Дольницький, 14 серпня 1885 — 18 червня 1944
- Роман, 1887 — 25 вересня 1888 (біля року)
- Марія Софія Дольницька (Недбаль), 1 січня 1895 — 27 жовтня 1974

## Творчість
На сторінках журналу «Друг» вміщував власні літературні твори (повість «На потемки»), переклади, белеристики, рецензії, есе (зокрема «Язык в галицкой литературі». У 1880—1884 роках, у журналі «Батьківщина» розмістив низку своїх статей правничої тематики («Провізоричний податок ґрунтовий від р. 1881», «Військова такса», «Про вивлащення під желізниці», «Письмо з Підгіря»). Передруковувався у виданнях «Русскій народый правотарь» (т. 1-6, Л., 1880—1884).
Автор праці «Спомин про молодого Івана Франка», яка вміщена в книзі «Спогади про Івана Франка» (К.,1981).